# Heroes (Ms.OOJAの曲)
「Heroes」（ひーろーず）は、Ms.OOJAの楽曲。2020年4月11日にUniversal Sigmaから配信限定シングルとしてリリースされた。

## 概要
「Heroes」はMs.OOJAにとって3曲目の配信限定シングル。
楽曲は埼玉西武ライオンズ「金子侑司」選手の登場曲のために書き下ろされた。
金子侑司選手は2017年から奇数打席のときにMs.OOJAの「Footprint」を登場曲に使用していた。
2019年7月20日にメットライフドームで開催された「埼玉西武ライオンズvsオリックス・バファローズ」戦にて、Ms.OOJAは試合前に国歌斉唱し、試合後に藤巻亮太とともにスペシャルライブを行った(藤巻亮太は源田壮亮選手の登場曲「もっと遠くへ(レミオロメン)」の作詞作曲者)。その日にMs.OOJAは初めて金子侑司選手と会うことができた。
その年のシーズン末に2回目のパ・リーグ盗塁王を獲得した金子侑司選手から、翌年明けの2020年1月にInstagram上で登場曲の制作を依頼され、Ms.OOJAは楽曲制作を決断した。
楽曲制作にあたっては何度もミーティングを重ね、レコーディング時は金子侑司選手もスタジオに足を運んだ。ジャケット写真にはバッターボックスに立つ金子侑司選手の写真が使用された。
2020年3月20日の開幕戦で金子侑司選手の登場曲として初使用される予定であったが、新型コロナウィルスの大流行によって開幕が3ヶ月延期され、6月の試合で初披露された。

## 収録曲
| 全編曲: Ryosuke"Dr.R"Sakai。 |            |                            |                            |      |
| #                            | タイトル   | 作詞                       | 作曲                       | 時間 |
| 1.                           | 「Heroes」 | Ms.OOJA/Ryosuke"Dr.R"Sakai | Ms.OOJA/Ryosuke"Dr.R"Sakai | 3:11 |
| 合計時間:                    | 合計時間:  | 合計時間:                  | 合計時間:                  | 3:11 |

## ミュージックビデオ
| 曲名   | ミュージックビデオ           |
| ------ | ---------------------------- |
| Heroes | Ms.OOJA 「Heroes」 - YouTube |

## タイアップ
| 曲名   | タイアップ                               |
| ------ | ---------------------------------------- |
| Heroes | 埼玉西武ライオンズ「金子侑司」選手登場曲 |

## 収録アルバム
| # | 楽曲   | アルバム      | アルバム |
| # | 楽曲   | 発売年月日    | タイトル |
| - | ------ | ------------- | -------- |
| 1 | Heroes | 2021年10月6日 | Present  |